# Rýchlostná cesta R6
Rýchlostná cesta R6 ist eine Schnellstraße im Nordwesten der Slowakei. Sie besteht zurzeit aus einem zweispurigen Autobahnzubringer, der die Diaľnica D1 bei Beluša mit der Stadt Púchov verbindet. Dieser ist allerdings nur vom Knoten Beluša bis zur Anschlussstelle Beluša/Dolné Kočkovce (2,7 km) tatsächlich als R6 gewidmet, die Strecke Beluša/Dolné Kočkovce–Púchov (4,8 km) ist nur als Staatsstraße I/49A gewidmet, da sie unter anderem zwei niveaugleiche Kreuzungen hat.
Geplant ist Weiterbau zur tschechischen Grenze, wobei auch die Staatsstraßenstrecke an den Schnellstraßenstandard angepasst wird. Am Grenzübergang Lysá pod Makytou-Horní Lideč wird die Straße als Dálnice 49 (D49) Richtung Zlín und Hulín fortsetzen. Zusammengenommen sind die zwei Schnellstraßen eine Art Ersatz für die niemals ausgeführte Strecke der alten tschechoslowakischen Autobahn D1 von Brünn nach Trenčín.